# Гарри, Джеки
Жаклин Ивонн «Джеки» Гарри (англ. Jacqueline Yvonne "Jackée" Harry, профессионально известная просто как Джеки; род. 14 августа 1956, Уинстон-Сейлем, Северная Каролина, США) — американская актриса, комедиантка и телеведущая, известная по ролям в телевизионных ситкомах. Джеки стала первым афроамериканцем, выигравшем премию «Эмми» за лучшую женскую роль второго плана в комедийном телесериале .

## Биография
Гарри родилась в Уинстон-Салеме, штат Северная Каролина. Окончила Университет Лонг-Айленда. Начала свою карьеру на театральной сцене, выступая в бродвейских мюзиклах. Параллельно с этим в 1983-85 годах она снималась в мыльной опере «Другой мир», прежде чем стать актрисой ситкомов. Джеки наиболее известна по роли в ситкоме NBC «227», где она снималась напротив Марлы Гиббс с 1985 по 1989 год. За роль в шоу она получила премию «Эмми» в 1987 году, а также номинацию на «Золотой глобус» в 1989 году. В ходе съемок ситкома, жёлтая пресса обсуждала вражду Гарри с Гиббс, так как обе актрисы хотели быть единовластными звездами шоу. Спустя годы актрисы помирились и сотрудничали на экране в других проектах. В 1989 году Джеки покинула шоу ради роли в собственном шоу, которое не увидело жизни в эфире.
Гарри снялась в недолго просуществовавшем ситкоме CBS «Королевская семья» (1991-92), а с 1994 по 1999 год играла ситкоме ABC/The WB «Сестра, сестра». В последующие годы у неё были второстепенные роли в ситкомах «Все ненавидят Криса», «Будем вместе» и «Истории Райли».

## Личная жизнь
В 1996 году вышла замуж за Элджина Чарльза Уильямса, но они развелись в 2003 году.

## Избранная фильмография
| Год  |   | Русское название   | Оригинальное название | Роль |
| ---- | - | ------------------ | --------------------- | ---- |
| 2016 | с | Две девицы на мели | 2 Broke Girls         | Руби |